# Itabirinha
Itabirinha is een gemeente in de Braziliaanse deelstaat Minas Gerais. De gemeente telt 10.819 inwoners (schatting 2009).

## Aangrenzende gemeenten
De gemeente grenst aan Ataléia, Mantena, Mendes Pimentel, Nova Belém en São José do Divino.